# Гар'юн (стадіон)
«Гар'юн Стадіон» (фін. Harjun stadion) — багатофункціональний стадіон у місті Ювяскюля, Фінляндія, домашня арена ФК «Ювяскюля».
Стадіон побудований та відкритий 1926 року як бейсбольна арена. 1965 року облаштовано бігові доріжки. 1981 над трибунами споруджено дах. 1992 року споруджено нову тимчасову трибуну. 2000 року здійснено капітальну реконструкцію арени з перебудовою всіх конструкцій, в результаті чого встановлено потужність 5 000 глядачів, облаштовано підтрибунні приміщення. 